# Abuquir

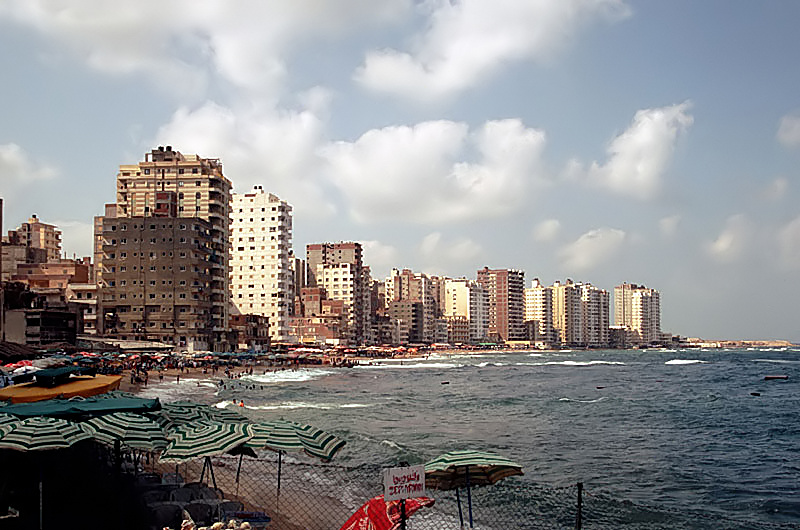
Praia de Abu Qir.

Abuquir (em árabe Abu Qir) é uma baía de aproximadamente 30 km de extensão localizada na parte norte do Egito, entre um dos emissários do delta do Nilo e a cidade de Alexandria, na província de mesmo nome.
A baía foi o teatro da derrota francesa frente às forças britânicas sob o comando do almirante Nelson, na batalha do Nilo, em 1 e 2 de Agosto de 1798. No ano seguinte, Napoleão venceu um exército turco próximo à cidade de Abuquir.
A antiga cidade sacra de Canopo está situada nas proximidades.